# Aage Kjelstrup
Aage Kjelstrup ist ein ehemaliger norwegischer Radrennfahrer und nationaler Meister im Radsport.

## Sportliche Laufbahn
Kjelstrup (auch Åge Kjelstrup) holte 1946 seinen ersten norwegischen Meistertitel. Er siegte mit Erling Kristiansen und Aage Myhrvold im Mannschaftszeitfahren. 1947 bis 1950, 1952, 1953 und 1956 gewann er diesen Titel ebenfalls. 
1949 gewann er auch die Meisterschaft in der Mannschaftswertung des Einzelrennens. 1957 gewann er die Meisterschaft im Straßenrennen. 1955 siegte er im Eintagesrennen Tyrifjorden Rundt.
1953 startete in der Internationalen Friedensfahrt. Er schied in dem Etappenrennen aus.